# Vá Boa Sorte
Hildevaldo Alves Boa Sorte, mais conhecido como Vá Boa Sorte (Guanambi, 18 de maio de 1937) é um advogado e político brasileiro.

## Biografia
Filho de Leonídio Alves Boa Sorte e Amélia de Castro Boa Sorte. 
Cursou o Primário no Grupo Escolar Getúlio Vargas em Guanambi e o Secundário no Colégio Estadual da Bahia em Salvador. Formou-se em Direito pela Universidade Federal da Bahia (UFBA) em Salvador, em 1967.

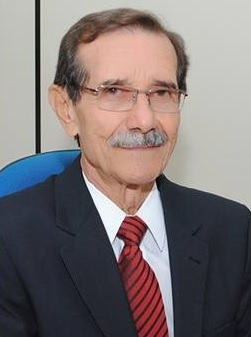
Hildevaldo Alves Boa Sorte

Em Guanambi, procurador do município, de 1984 á 1986, 1º presidente da  Ordem dos Advogados do Brasil (OAB-BA); presidente da extinta empresa Telefônica de Guanambi S.A. (TEGUSA, criada em 1966 e encerrada em 1980); vice-diretor do Colégio São Lucas. Advogado e assessor jurídico do município de Guanambi.
Foi eleito vice-prefeito de Guanambi pela Aliança Renovadora Nacional (ARENA), de 1977 a 1983; vice-prefeito pelo Partido do Movimento Democrático Brasileiro (PMDB), de 1989 a 1990, renunciou em dez. 1990; eleito deputado estadual pelo PMDB, para exercer o mandato de 1991 a 1995, mas renunciou em dezembro de 1992, uma vez que foi eleito prefeito de Guanambi pelo mesmo partido, exercendo o mandato municipal de 1993 a 1997. Em 2004, filiado ao Partido Socialista Brasileiro - PSB, candidatou-se novamente a Prefeito de Guanambi, mas não conquistou o mandato.